# Romet Albatros

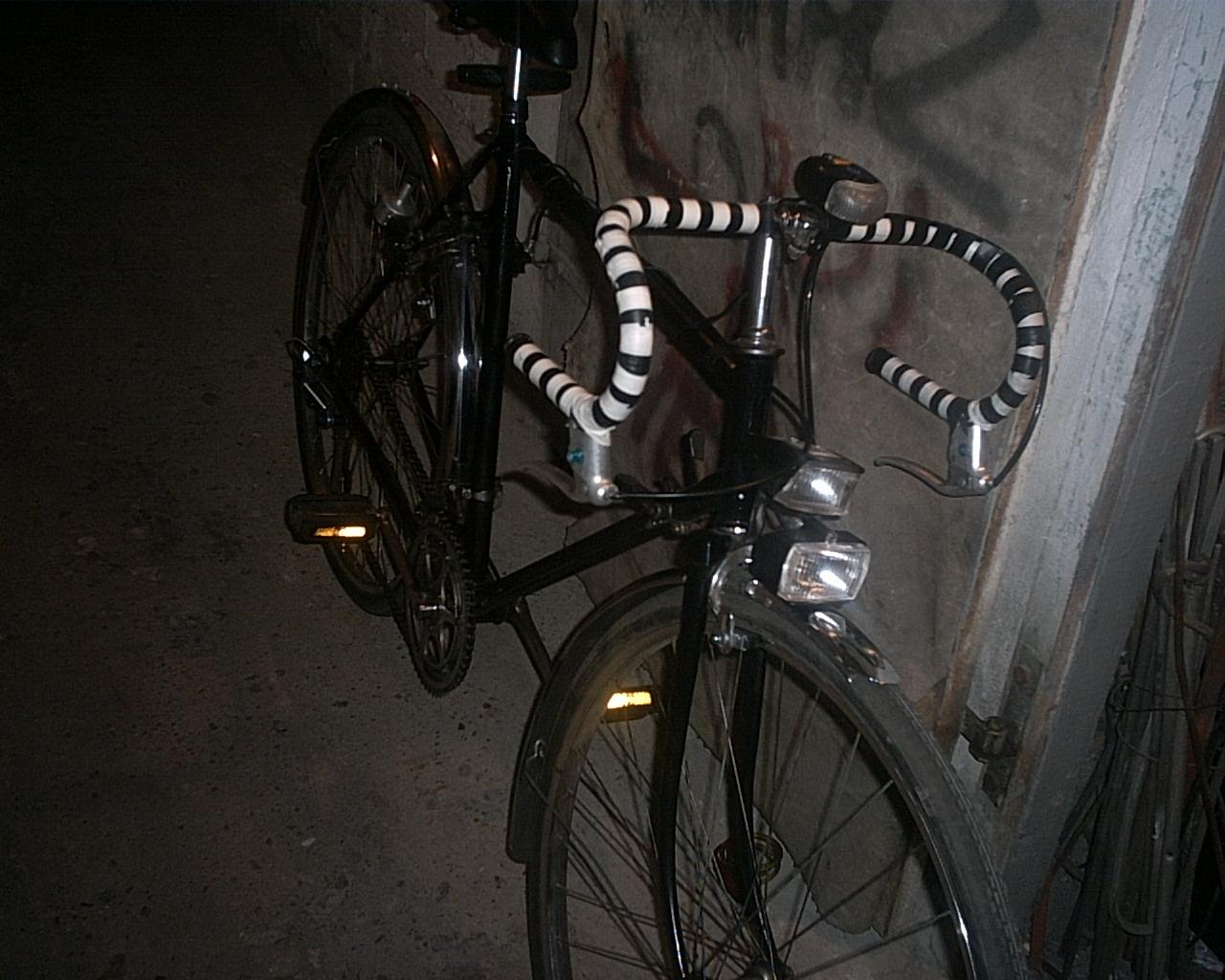
Rower Albatros doposażony w oświetlenie

Romet Albatros – rower szosowy produkowany w latach 70. XX w. przez Zjednoczone Zakłady Rowerowe Romet.
Używany do jazdy rekreacyjnej jak również sportowej przez wiele – głównie amatorskich i młodzieżowych – klubów kolarskich w Polsce.

## Wyposażenie
Podstawowe wyposażenie tego modelu obejmowało:
- blaszane, chromowane błotniki,
- odblask tylny,
- hamulce szczękowe z przodu i z tyłu,
- 1-rzędową korbę,
- 4-rzędowy wolnobieg z przerzutką ZZR.